# یان توپس
یان توپس (انگلیسی: Jan Tops؛ زادهٔ ۵ آوریل ۱۹۶۱) سوارکار پرش اهل هلند بود.